# Torneo de Chengdú 2018
El Chengdu Open 2018 fue un torneo de tenis perteneciente al ATP Tour 2018 en la categoría ATP World Tour 250. El torneo tuvo lugar en la ciudad de Chengdú (China) desde el 24 hasta el 30 de septiembre de 2018 sobre canchas duras.

## Distribución de puntos
| Modalidad            | Campeón | Finalista | Semifinales | Cuartos de final | 2ª ronda | 1ª ronda | Clasificados | 2ª ronda de clasificación | 1ª ronda de clasificación |
| Individual masculino | 250     | 165       | 100         | 50               | 25       | 0        | 13           | 7                         | 0                         |
| Dobles masculino     | 250     | 150       | 90          | 45               | 20       | 0        | -            | -                         | -                         |

## Cabezas de serie

### Individuales masculino
| Tenista              | Ranking | Preclasificado |
| Fabio Fognini        | 13      | 1              |
| Hyeon Chung          | 23      | 2              |
| Nikoloz Basilashvili | 31      | 3              |
| Adrian Mannarino     | 32      | 4              |
| Gaël Monfils         | 42      | 5              |
| Matthew Ebden        | 48      | 6              |
| João Sousa           | 49      | 7              |
| Tennys Sandgren      | 58      | 8              |

- Ranking del 17 de septiembre de 2018.[2]

### Dobles masculino
| Tenista                                | Ranking | Preclasificados |
| Ivan Dodig Mate Pavić                  | 28      | 1               |
| Julio Peralta Horacio Zeballos         | 64      | 2               |
| Divij Sharan Artem Sitak               | 73      | 3               |
| Santiago González Aisam-ul-Haq Qureshi | 86      | 4               |

## Campeones

### Individual masculino
Bernard Tomic venció a  Fabio Fognini por 6-1, 3-6, 7-6(9-7)

### Dobles masculino
Ivan Dodig /  Mate Pavić vencieron a  Austin Krajicek /  Jeevan Nedunchezhiyan por 6-2, 6-4